# Spirée filipendule
Filipendula vulgaris · Filipendule commune
Espèce
Classification APG III (2009)
La Spirée filipendule ou Filipendule commune (Filipendula vulgaris) est une espèce de plantes à fleurs de la famille des Rosaceae. C'est une plante vivace très proche de la reine-des-prés que l'on trouve dans les prés de la plus grande partie de l'Europe et dans le centre et le nord de l'Asie.
Elle mesure de 25 à 50 cm de haut avec des feuilles finement découpées rappelant des fougères et des inflorescences terminales à fleurs blanches qui apparaissent de la fin du printemps au milieu de l'été.

## Appareil végétatif

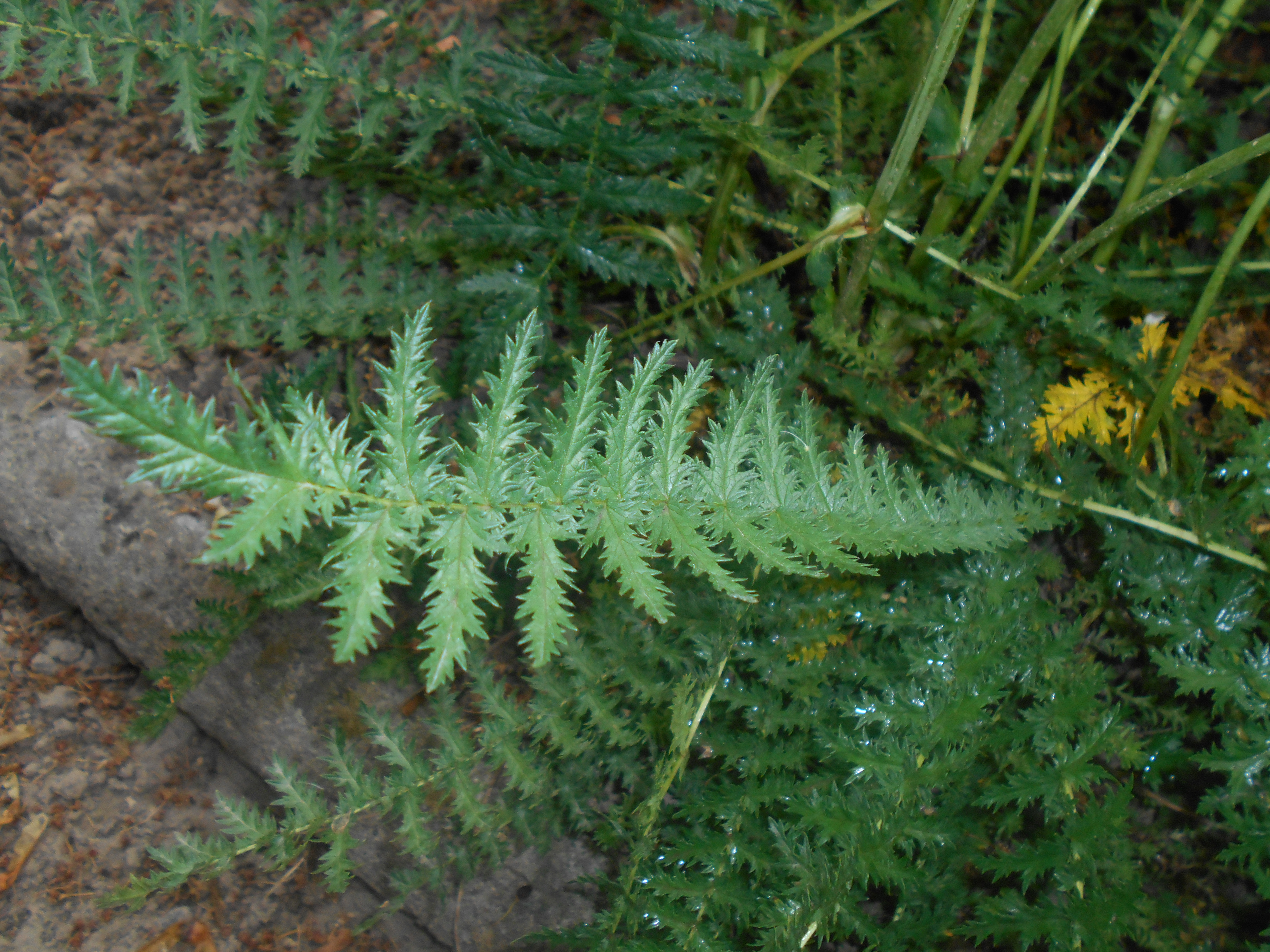
Feuilles de Filipendula vulgaris.

Les feuilles de cette plante forment une rosette basilaire et sont également disposées de manière alterne sur la tige. Les feuilles sont stipulées et celles situées le plus bas sur l’axe sont pétiolées tandis que celles situées en haut de l’axe sont sessiles (voir Stipule, Pétiole et Sessilité (botanique)). Les feuilles sont  finement divisées, dentelées, d’un vert foncé et composées de plusieurs folioles.

## Appareil reproducteur

### Fleur
Filipendula vulgaris est une plante formant une inflorescence composée d'un racème de racèmes. Chaque fleur est actinomorphe et formée d’une corolle circulaire de 10-15 mm de diamètre. Les pétales sont généralement de couleur crème et tendent  parfois vers un rouge léger. Le nombre de pétales insérés sur le calice est habituellement de 6 chacun mesurant en moyenne 6 à 8 mm de long. L’androcée est formé d’un grand nombre d’étamines, de même que le gynécée qui est formé de plusieurs carpelles. La pollinisation est entomogame ou autogame.
La plante fleurit de juin à août.

Inflorescence.
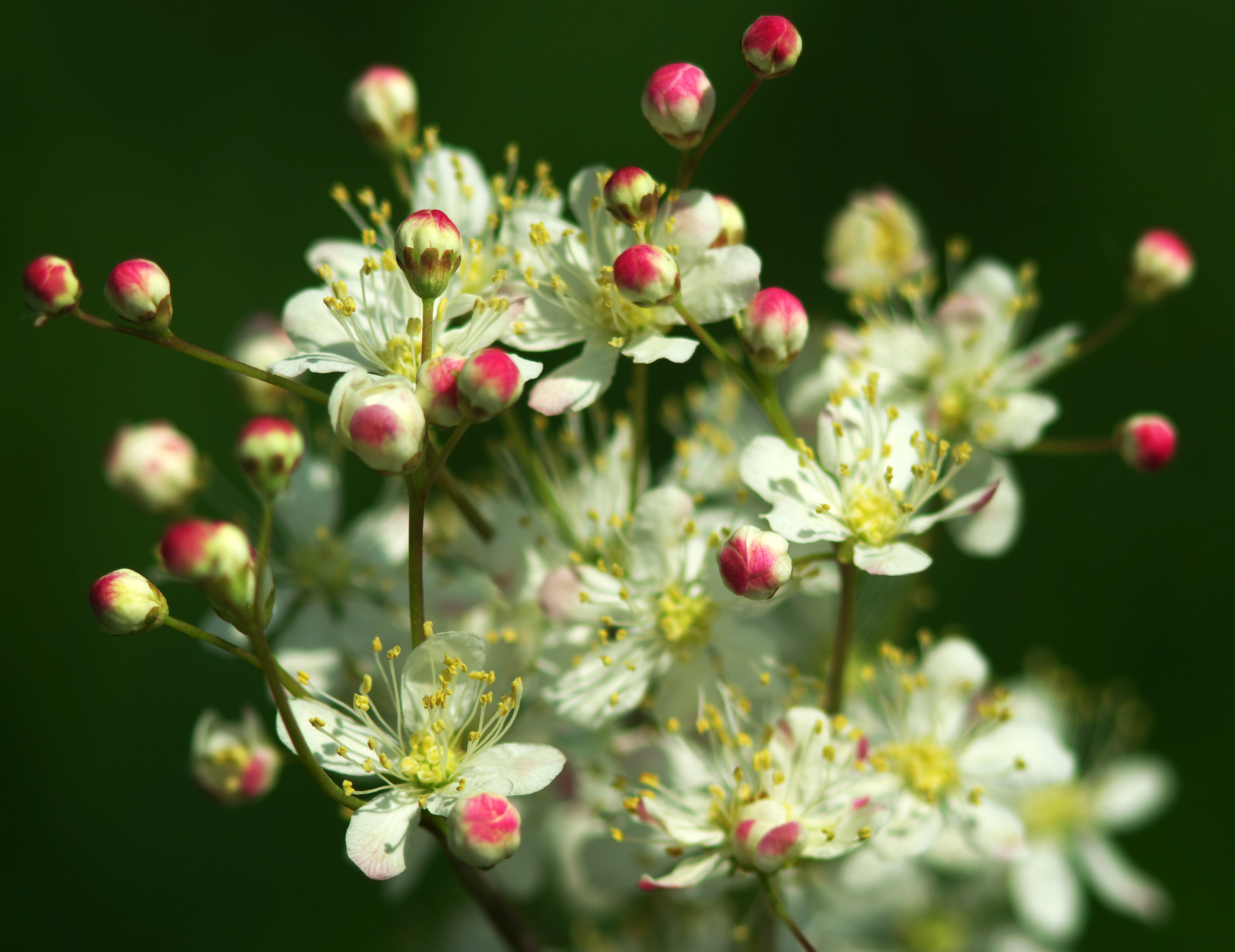
Fleurs de Filipendula vulgaris.
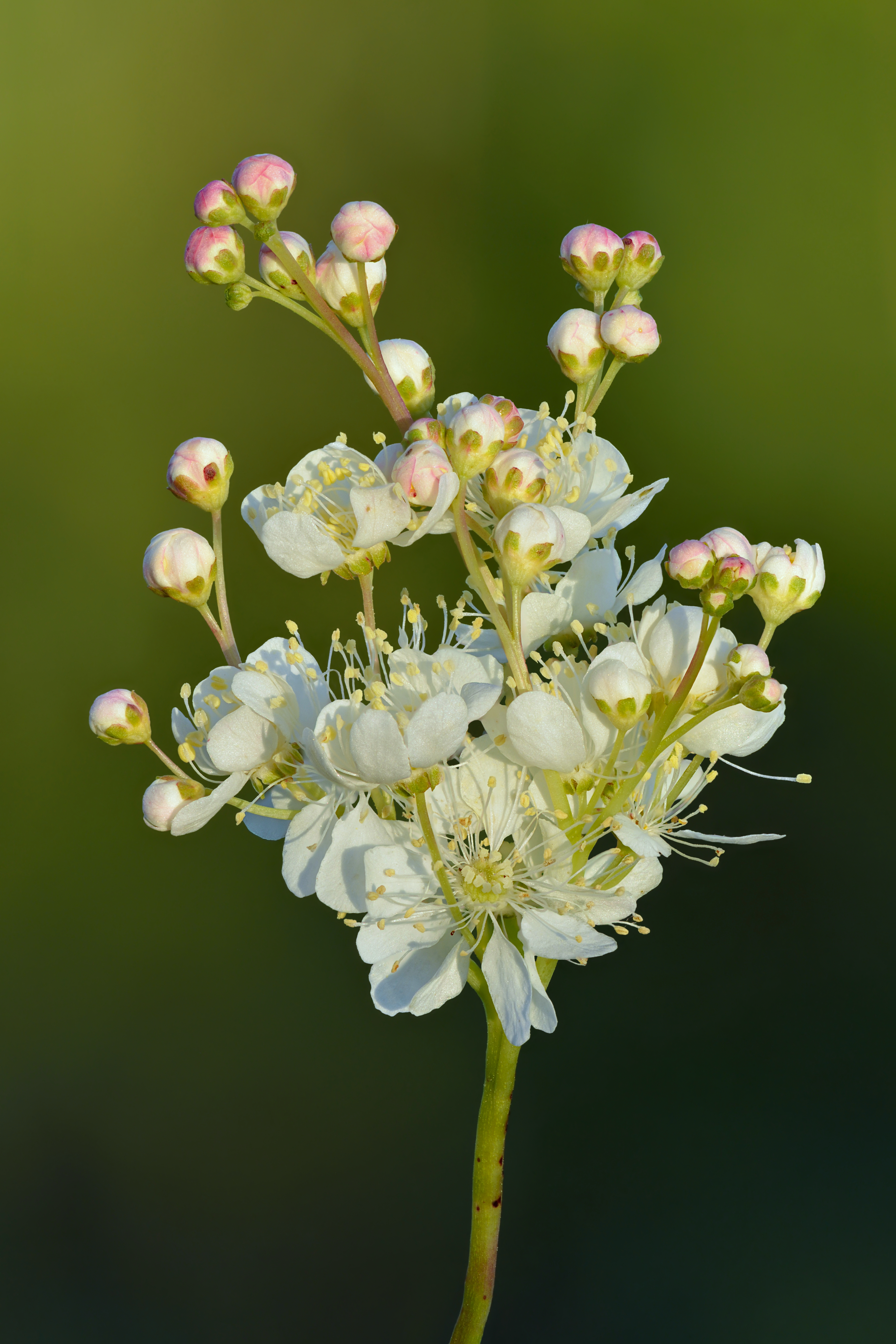
Fleurs de spirée filipendule, vers Kulna (Keila) en Estonie.

### Fruit

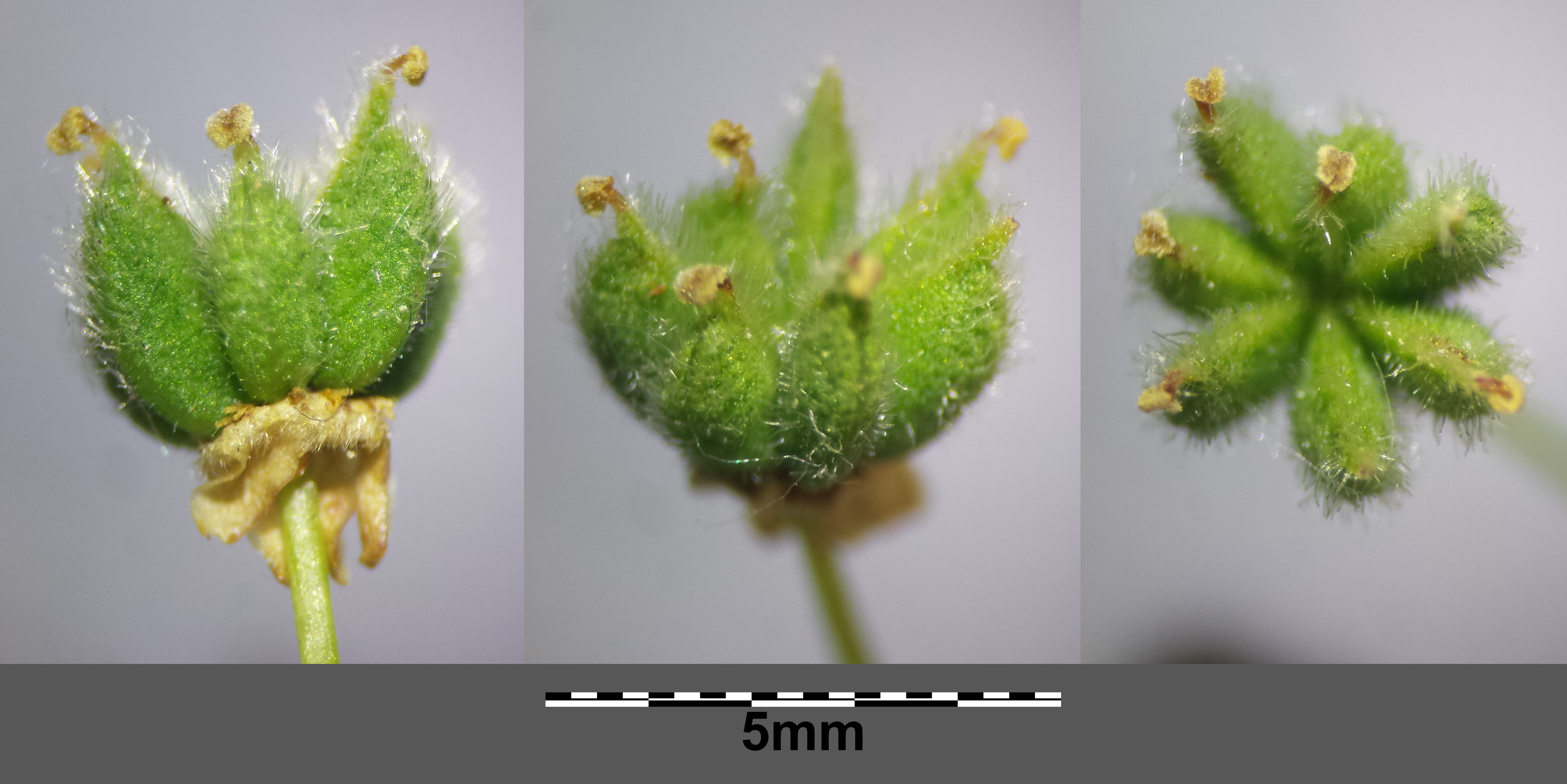
Fruits de Filipendula vulgaris.

Les fruits de la spirée filipendule sont des akènes plats, droits et velus de 3-4 mm de long et sont généralement regroupés à plusieurs. La dissémination du fruit est épizoochore, c’est-à-dire que les fruits sont transportées sur le pelage ou plumage des animaux.

## Écologie et répartition

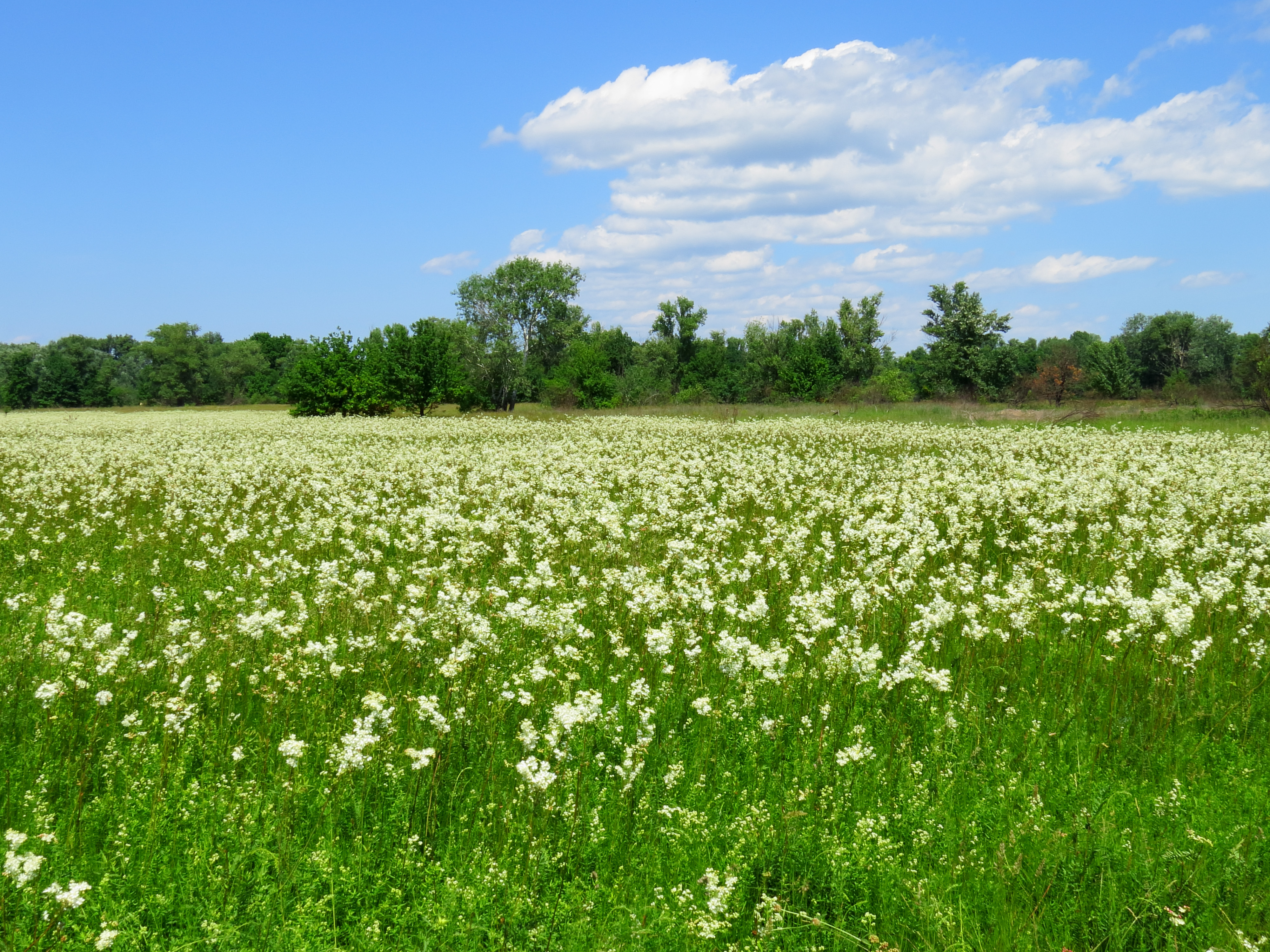
Prairie de Filipendula vulgaris (alentours de Kiev, Ukraine).

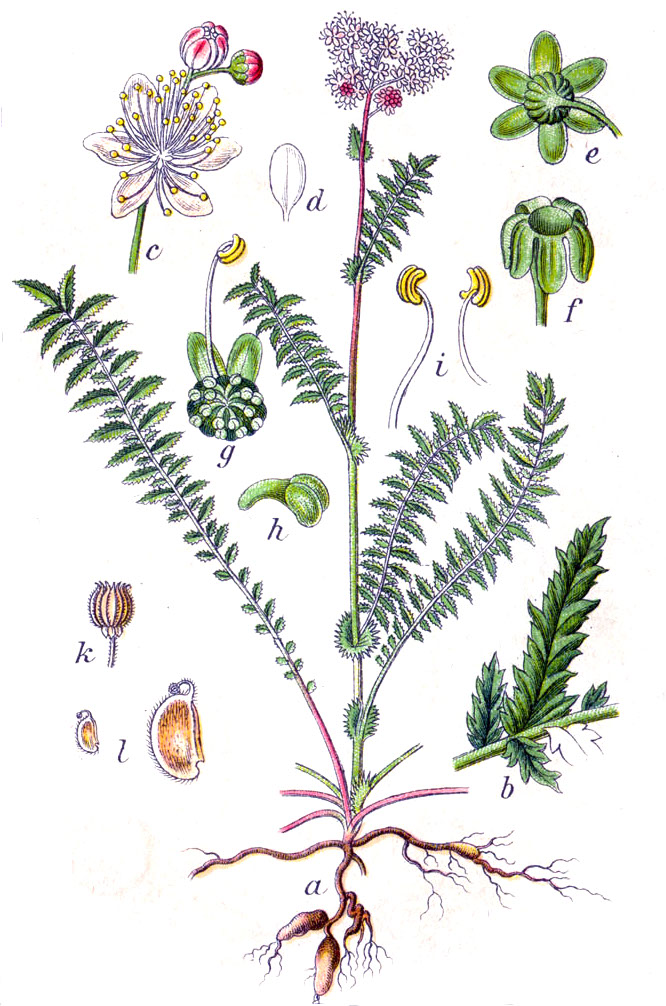
Filipendula vulgaris (illustration botanique de Jacob Sturm.

Filipendula vulgaris est une espèce héliophile ou de demi-ombre se trouvant sur des sols argileux ou limoneux riches en bases, à pH alcalin à légèrement acide. Elle se développe sur des sols secs ou offrant des variations annuelles importantes d’humidité.
Cette plante est originaire des plaines calcaire sèches d’Asie et d’Europe. Elle a ensuite été importée sur le continent américain où on la retrouve principalement sur la côte ouest des États-Unis et du Canada, généralement dans les prés et les champs mais aussi dans des milieux plus ombragés du type sous-bois,.

## Culture
Filipendula vulgaris est facile à cultiver car elle est vivace, robuste et peu exigeante. Elle apprécie une condition d’exposition mi-ombre ainsi qu’un sol riche, légèrement alcalin, humifère et d’humidité moyenne. Cependant, la Spirée filipendule tolère un sol sec et est même considérée comme l'espèce de Filipendula la plus résistante à la sécheresse. Si l’humidité est suffisante, le feuillage peut rester en bon état toute la durée de la croissance mais en cas de dépréciation des feuilles à la fin de l’été, il est conseillé de les couper en retour après la floraison.

## Usage médical

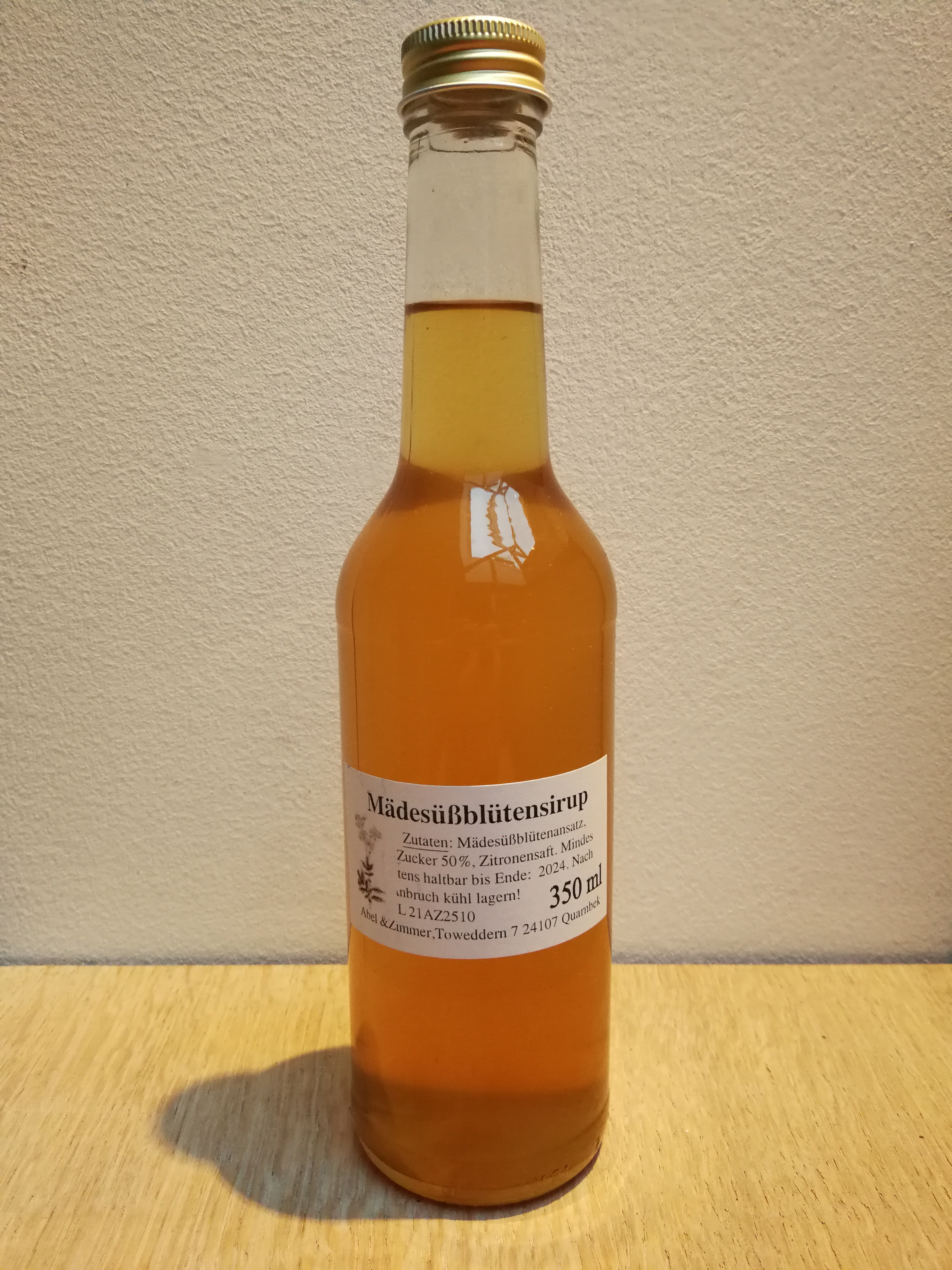
Sirop de Filipendule.

La Spirée filipendule est utilisée à des fins thérapeutiques dans de nombreux pays tels que la Serbie, l’Ukraine, la Pologne et la Bulgarie. En effet, la poudre extraite de ses racines, contenant des flavonoïdes et de l’acide salicylique, est utilisée pour soigner des problèmes rénaux, des maux de gorge, des problèmes respiratoires et la congestion. La présence de tanin dans ses racines permet également d’apaiser des maux de ventre et diarrhée. Le thé fait à partir des feuilles contenant de l’acide salicylique est utilisé pour calmer les yeux endoloris et nettoyer les plaies. Ainsi cette plante possède des propriétés antipyrétiques, anti-inflammatoires, analgésiques et antirhumatismales.

## Taxonomie

### Noms français
Ce taxon porte en français les noms vernaculaires ou normalisés suivants : filipendule,, filipendule vulgaire,,,, Filipendule commune,,, Spirée filipendule,,, Filipendule à six pétales,, terrenoix.

### Synonymie
Filipendula vulgaris a pour synonymes :
- Filipendula filipendula (L.) Voss
- Filipendula hexapetala Gilib.
- Filipendula hexapetala Gilib. ex Maxim.
- Filipendula pubescens Fourr.
- Filipendula vulgaris Hill
- Spiraea angustifolia Mill.
- Spiraea filipendula var. minor Gouan
- Spiraea filipendula var. minor Gouan ex Cambess.
- Spiraea filipendula var. pubescens Cambess.
- Spiraea filipendula var. vulgaris Cambess.
- Spiraea filipendula L.
- Spiraea filipendulina hort.
- Spiraea filipendulina hort. ex Vilm.
- Spiraea gigantea Gand.
- Spiraea noeana Gand.
- Spiraea pubescens DC.
- Spiraea tuberosa Salisb.
- Spiraea vulgaris Gray
- Ulmaria angustifolia Rehder
- Ulmaria filipendula (L.) A.Braun
- Ulmaria filipendula (L.) A.Braun ex Asch.
- Ulmaria filipendula (L.) Hill
- Ulmaria filipendula (L.) Hill ex Focke